# Antonio Marcolini
Antonio Marcolini (Verona, 24 ottobre 1950 – Savona, 14 novembre 2018) è stato un calciatore e allenatore di calcio italiano, di ruolo attaccante.

## Biografia
La sua è una famiglia di calciatori: è infatti stato genero di Roberto Longoni (bandiera del Savona negli anni quaranta e cinquanta), cognato di Paolo Longoni, padre di Michele Marcolini e nonno di Diego Marcolini.
All'attività di calciatore affiancò, negli anni ottanta, quella d'impiegato di banca, a Savona.
La notte del 13 novembre 2018 il suo corpo è stato ritrovato intorno alla mezzanotte sotto ad un cavalcavia autostradale della A10 a Savona, la vittima si sarebbe gettata volontariamente, dopodiché sarebbe stata investita da un mezzo pesante che transitava proprio in quel momento. Immediato l'intervento sul posto da parte del personale medico e dei vigili del fuoco, ma non c'è stato più nulla da fare.

## Carriera
Con l'eccezione di alcune presenze in Serie C con il Savona, milita inizialmente in formazioni dilettantistiche, ovvero la Pozzo di San Giovanni Lupatoto, la Fulgorcavi di Uscio e il Rapallo Ruentes.
Dopo il biennio 1970-1972, in cui gioca con maggiore continuità fra gli striscioni in Serie C, viene scelto dal nuovo allenatore del Bari Carlo Regalia, per comporre la nuova squadra di giovani, poi soprannominata "dell'onda verde" (per la quasi totalità di giocatori titolari tutti giovani e provenienti dalle serie minori), che disputa un discreto campionato di Serie B nella stagione 1972-1973. Dopo l'annata successiva, che vede l'esonero di Regalia e la seguente retrocessione in Serie C dei galletti, viene ceduto al Grosseto, allora militante in terza serie.
Dall'anno a Grosseto gioca, fino al 1980, fra Serie C e Serie C2, e dal 1980 al 1987 in squadre dilettantistiche liguri. Nel campionato 1985-1986 in Promozione ligure, nel Varazze, accompagna l'attività di giocatore a quella di allenatore, chiudendo la competizione al quarto posto nel girone "A". È in seguito, dal 1988 al 1990, tecnico della rappresentativa di Quiliano.

## Palmarès

### Giocatore

#### Competizioni regionali
- Promozione: 1

Cairese: 1981-1982
- Prima Categoria: 1

Cairese: 1980-1981